# Jacques Dyel du Parquet
 (novembre 2012).
Si vous disposez d'ouvrages ou d'articles de référence ou si vous connaissez des sites web de qualité traitant du thème abordé ici, merci de compléter l'article en donnant les références utiles à sa vérifiabilité et en les liant à la section « Notes et références ».
Jacques Dyel du Parquet, né vers 1606 à Cailleville (pays de Caux), et mort le 3 janvier 1658 à Saint-Pierre (Martinique), est un militaire et planteur esclavagiste et administrateur colonial français. Il arrivera au grade de lieutenant général et sera gouverneur de la Martinique. En 1651, il rachète la colonie après avoir été gouverneur de l’île pour le compte de la Compagnie des îles d’Amérique. 

## Biographie
De vieille noblesse cauchoise, neveu de Pierre Belain d'Esnambuc par sa mère Adrienne Belain, du Parquet est nommé en 1636 par son oncle gouverneur de la Martinique, un an après l'arrivée des colons français sur l'île, en remplacement de Jean Dupont (en), le premier gouverneur capturé et détenu durant trois ans par les Espagnols.
Le 2 décembre 1637, la Compagnie des îles d’Amérique confirme la nomination de Jacques Dyel du Parquet au poste de lieutenant-gouverneur de la Martinique pour les trois années suivantes.
Les efforts de du Parquet pour développer la nouvelle colonie portent leurs fruits, de nouveaux colons viennent grossir les rangs de la centaine de pionniers arrivés avec d'Esnambuc.
Fin 1646, du Parquet résiste avec Constant d'Aubigné et Jean Dubuc VI, au soulèvement contre la Compagnie. Les plus radicaux sont menés par un ancien gantier parisien qui se fait appeler « général » Beaufort et qui refuse de reconnaître du Parquet, l'accusant de travailler exclusivement pour les intérêts de la Compagnie.
En 1647, il épouse Marie Bonnard avec laquelle il a plusieurs enfants dont deux survivent. Le 20 mai 1649, informé que la Grenade est attaquée par les autochtones Caraïbes (Kalinagos) de Saint-Vincent et de la Dominique, du Parquet quitte la Martinique à la tête de 300 hommes et débarque à la Grenade où il remporte une victoire contre les Caraïbes en perdant un seul homme.
En 1650, la Compagnie des îles d’Amérique est ruinée. Le 22 septembre 1650, du Parquet lui rachète les îles de la Martinique, de Sainte-Lucie, de Grenade et des Grenadines pour 41 500 livres. 
Au début des années 1650, possédant 150 esclaves, il est alors le troisième plus riche planteur des Antilles derrière le Français Philippe de Longvilliers de Poincy (600 esclaves) et l'Anglais James Drax (200 esclaves). 
En août 1651, lors d'un séjour en France, du Parquet obtient du roi une commission de gouverneur général pour les îles dont il est propriétaire et pour lesquelles il devient donc le représentant du monarque. 
Du Parquet refuse tout d'abord l'accueil des Hollandais fuyant Pernambouc (dans l'actuel Brésil), repris par les Portugais et qui arrivèrent en 1654 à la Martinique, à la suite des pressions exercées par les Jésuites qui n'appréciaient guère que plusieurs de ces étrangers soient juifs. 
Les Hollandais se rendent à la Guadeloupe où Charles Houël les reçoit chaleureusement. Du Parquet changeant d'avis décide d'accueillir une partie de ces migrants : du Tertre parle de 1 200 Hollandais qui s'établissent dans les Antilles françaises dont 900 en Guadeloupe, parmi lesquels 300 Flamands et Wallons, des soldats expérimentés. Les nouveaux arrivants qui ont monté des commerces, vont bousculer les habitudes locales en refusant le paiement traditionnel en "livres" de tabac, ce qui sera préjudiciable à la pérennité de cette culture. 
Cette année 1654 est le début une longue période de conflit avec les autochtones Caraïbes. À Sainte-Lucie, ceux-ci attaquent les colons français, les massacrants presque tous[réf. nécessaire]. En représailles, du Parquet envoie M. de La Perrière à la tête de ses troupes à Saint-Vincent, qu'ils mettent à sac. 
Le 28 septembre 1656, du Parquet vend Grenade et les Grenadines au comte de Cérillac. 
Le 21 décembre 1657, il conclut un accord de paix avec les Caraïbes, accord qui leur réserve une partie de l'île. Du Parquet meurt peu après, le 3 janvier 1658.

### Succession
Marie Bonnard, sa veuve, demande l'arbitrage du roi pour faire valoir les droits de ses enfants mineurs à la succession de leur père. Le 15 septembre 1658, le roi nomme son beau-frère Adrien Dyel de Vaudroques (en), gouverneur jusqu'à la majorité de l'aîné de ses fils.  
Les colons reprochent aux autochtones Caraïbes d'accueillir les esclaves en fuite. Le massacre de plusieurs colons qui s'étaient aventurés sur le territoire réservé des amérindiens en Capesterre est l'élément déclencheur de la guerre de 1658 contre les Indiens caraïbes.
Cette guerre se conclut par l'extermination ou l'expulsion d'une grande partie des Caraïbes de la Martinique. Certains s'enfuient vers la Dominique ou Saint-Vincent, où les colons Français les acceptent. D'autres se suicident en se jetant du haut d'un promontoire. Le 31 mars 1660, un nouveau traité de paix, pour l'ensemble des îles, sera signé à Basse-Terre en Guadeloupe entre les Français représentés par Charles Houël et les Caraibes.

## Hommage et critiques
En 1875, une colonne monumentale en hommage à Jacques du Parquet est érigée sur la commune martiniquaise du Prêcheur.
Le 6 août 2020, sur proposition du maire Marcellin Nadeau, et après un vote unanime du conseil municipal, le monument est démonté et stocké dans un entrepôt. La municipalité a estimé qu'elle n'avait plus sa place dans l'espace public en raison de sa lutte contre les autochtones Kalinagos, et en particulier la guerre de 1658 qui aboutit à leur extermination ou leur départ de l'île.